# Fraternité (Briderlikhkayt)
Fraternité (en yiddish : Briderlikhkayt) est le nom d'associations ouvrières socialistes juives nées à partir de 1892 en Galicie.

## Mouvement socialiste galicien
Le mouvement socialiste galicien, né vers 1870, ne prend son essor qu'en 1892, avec la fondation du Parti social-démocrate de Galicie (en) de langue polonaise.
Parallèlement, mais séparément, des organisations ouvrières juives se constituent. À Cracovie, « La Main Forte » (en yiddish : Yad khazakah) est constituée. Elle prend le nom de Fraternité lorsque les autorités refusent de légaliser les statuts de l'organisation. Sa naissance doit beaucoup à un étudiant juif venu d'Allemagne, S. Rubinstein. D'autres associations se créent sous le même nom dans les villes de Przemysl, Czanov, Stanislav, Stri, Drohowycz et Kolomya où se déroule une grève fondatrice.
À la création du Parti social-démocrate polonais (PPSD) à Przesmyl en 1897, beaucoup de juifs rejoignent ce parti et le mouvement socialiste juif disparaît en Galicie.

## La grève des tisseurs de châles de prière de Kolomya
Durant l'été 1892, « dans un milieu patriarcal et obscurantiste », une grève éclate chez les tisserands de châles de prière, employés par des patrons juifs très pieux. Les ouvriers sont eux-mêmes des hassidim portant caftan et papillotes qui, lorsqu'ils se lancent dans la grève, jurent sur la sainte Torah de ne pas reprendre le travail tant que leurs revendications ne seront pas satisfaites.
La grève est très dure et la police campe jour et nuit devant les fabriques. Le rabbin fait pression sur les grévistes. C'est finalement la faim qui, au bout de trois mois de grève, fait céder une dizaine de grévistes qui violent ainsi leur serment. Heller, le principal patron, veut imposer une abjuration solennelle de leurs convictions aux grévistes défaits. Mais une quarantaine de tisserands, tous hassidim pratiquants, publient une proclamation où il réaffirment leurs convictions socialistes.
La grève est popularisée dans les autres villes de Galicie par les associations Fraternité qui organisent des collectes de solidarité. Elle est, avec le serment des tisserands, une des origines de l'hymne du Bund, Di shvue (Le serment).